# Barcelona (província)
Barcelona é uma província situada na parte central da comunidade autónoma de Catalunha, no Este de Espanha. Faz fronteira com as províncias de Tarragona, Lérida e Girona e o mar Mediterrâneo. Dos seus 5.743.402 habitantes (2020) menos de 29% (1.664.182) vive na capital, Barcelona.